# Le Frasnois
Le Frasnois är en kommun i departementet Jura i regionen Bourgogne-Franche-Comté i östra Frankrike. Kommunen ligger i kantonen Clairvaux-les-Lacs som tillhör arrondissementet Lons-le-Saunier. År 2022 hade Le Frasnois 171 invånare.

## Befolkningsutveckling
Antalet invånare i kommunen Le Frasnois
Referens:INSEE